# Zurab Zviadauri
Zurab Zviadauri (* 2. července 1981 Achmeta, Sovětský svaz) je bývalý gruzínský zápasník–judista, olympijský vítěz z roku 2004.

## Sportovní kariéra
Zápasit (gruzínský zápas, judo) začal v rodné Achmetě pod vedením Guguli Abramišviliho. Vrcholově se připravoval v Tbilisi pod vedením Šoty Chabareliho. V gruzínské seniorské judistické reprezentaci se pohyboval od roku 1998 ve střední váze do 90 kg. V roce 2003 si třetím místem na mistrovství světa v Osace zajistil účast na olympijské hry v Athénách. Přes problémy s nohou (příčinou byla vyhřezlá ploténka), kvůli kterým vynechal účast na mistrovství Evropy, přijel na olympijské hry výborně připraven. Ve čtvrtfinále zvládl taktickou bitvu s Francouzem Frédéricem Demontfauconem. Ve finále porazil stylově na ippon kontrachvatem o-soto-gaeši Japonce Hiroši Izumiho a získal zlatou olympijskou medaili. V roce 2005 udržel pozici reprezentační jedničky, ale po neúspěchu na mistrovství světa v roce 2005 byl nahrazen Irakli Cirekirdzem. Sportovní kariéru ukončil v roce 2009. V roce 2011 ohlásil návrat na tatami, ale v gruzínské reprezentaci se neprosadil. Věnuje se trenérské a politické činnosti.
Zurab Zviadauri byl pravoruký judista, autor krásných hodů přes boky a ramena.

### Vítězství
- 2000 – 1× světový pohár (Sofie)
- 2002 – 3× světový pohár (Tbilisi, Moskva, Bukurešť)
- 2003 – 1× světový pohár (Tbilisi)
- 2005 – 1× světový pohár (Tbilisi)
- 2008 – 1× světový pohár (Tbilisi)

## Vyznamenání
- Prezidentský řád znamenitosti – Gruzie, 2018[2]

## Výsledky
| Turnaj             | 2000         | 2001         | 2002         | 2003         | 2004         | 2005         | 2006         | 2007         | 2008         | 2009         | 2010         | 2011         | 2012         |
| Turnaj             | 19           | 20           | 21           | 22           | 23           | 24           | 25           | 26           | 27           | 28           | 29           | 30           | 31           |
| Turnaj             | střední váha | střední váha | střední váha | střední váha | střední váha | střední váha | střední váha | střední váha | střední váha | střední váha | střední váha | střední váha | střední váha |
| ------------------ | ------------ | ------------ | ------------ | ------------ | ------------ | ------------ | ------------ | ------------ | ------------ | ------------ | ------------ | ------------ | ------------ |
| Olympijské hry     | —            |              |              |              | 1.           |              |              |              | —            |              |              |              | —            |
| Mistrovství světa  |              | 2.           |              | 2.           |              | úč.          |              | —            |              | —            | —            | —            |              |
| Mistrovství Evropy | —            | úč.          | 3.           | 7.           | —            | —            | —            | —            | —            | —            | —            | —            | DNS          |
| MS juniorů         | 1.           |              |              |              |              |              |              |              |              |              |              |              |              |